# Bobby Beausoleil
Pour les articles homonymes, voir Beausoleil.
Bobby Beausoleil (né Robert Kenneth Beausoleil le 6 novembre 1947 à Santa Barbara en Californie) est un musicien et meurtrier américain, ancien membre de la « famille Manson », qui purge actuellement une peine d'emprisonnement à perpétuité pour l'assassinat du professeur de musique Gary Hinman, le 27 juillet 1969. Beausoleil était à l'époque un jeune musicien prometteur et un acteur.

## Biographie
Bobby Beausoleil est le fils de Charles Beausoleil, livreur de lait d'origine canadienne française, et d'Arlene, femme au foyer. Aîné d'une fratrie de cinq enfants, il a deux frères et deux sœurs. Dès son plus jeune âge il montre un intérêt pour la musique, notamment pour le rhythm and blues, et apprend à jouer de la guitare. Adolescent rebelle, il abandonne l'école à l'âge de seize ans, quitte peu après le domicile familial et part vivre à Los Angeles puis à San Francisco. Au milieu des années 60, au début du mouvement hippie, Bobby devient le guitariste de divers groupes de rock (dont le groupe Love d'Arthur Lee) et devient un consommateur de plus en plus régulier de marijuana et de LSD. En 1966, il rencontre la célébrité du cinéma underground Kenneth Anger avec lequel il travaille sur le film Lucifer Rising (en) (qui ne sera achevé qu'en 1972). Beausoleil joue dans le film le rôle de Lucifer et compose la bande-son. Peu de temps après, il aurait rencontré par hasard Charles Manson et sa « famille » dans la Vallée de la mort, où sa voiture était tombée en panne. La « famille Manson » vit à cette époque dans un ranch du comté de Los Angeles, le Spahn Ranch, appartenant à George Spahn, un vieillard qui les loge gratuitement contre les faveurs sexuelles des jeunes femmes de la communauté.

### Meurtre de Gary Hinman
En 1969, Bobby Beausoleil vend des pilules de mescaline à un groupe de motards, les « Straight Satans ». Quand les motards découvrent que les comprimés ne contenaient pas de mescaline, mais de la strychnine, ils l'obligent à se rendre chez son fournisseur, Gary Hinman, pour être remboursé. En compagnie de deux filles de la famille Manson, Susan Atkins et Mary Brunner, Bobby se rend le 25 juillet au domicile de Hinman à Topanga près de Los Angeles. Se sentant menacé (l'une des filles était armée d'un pistolet), Hinman propose de leur verser cent cinquante dollars. Insuffisant pour les trois agresseurs qui décident de le retenir en otage et d'appeler Charles Manson à la rescousse. Ce dernier blesse Gary Hinman au visage avec une épée puis lui tranche presque entièrement une oreille avant de quitter les lieux, laissant le trio avec leur victime, gravement blessée. Le 27 juillet, craignant qu'il le dénonce à la police, Bobby Beausoleil décide d'achever Gary Hinman et le poignarde en plein cœur. Mary Brunner rapportera plus tard à la police que Bobby a poignardé Gary dans la poitrine et dans la tête en criant : « La société n'a pas besoin de toi ! Tu n'es qu'un porc ! C'est mieux ainsi ! ». Avant de quitter les lieux du crime, ils inscrivent sur le mur avec le sang de Gary Hinman, « political piggy », avec une patte de panthère à côté, dans le but de brouiller les pistes et de jeter la suspicion sur les « Black Panthers ». Le corps de la victime sera découvert quatre jours plus tard, le 31 juillet.
Dix jours après le meurtre, Bobby Beausoleil est arrêté près de San Luis Obispo (CA), conduisant sans son permis de conduire la voiture de Gary Hinman qui contenait toujours l'arme du crime, un couteau Bowie mexicain.

### Condamnation et détention
Bobby Beausoleil est jugé et condamné à la peine capitale le 18 avril 1970 ; il passe deux ans dans le couloir de la mort de la prison de San Quentin, près de San Francisco, avant que la Californie n'abolisse la peine de mort, en 1972. Sa condamnation à mort est donc convertie en une peine de prison à perpétuité. Beausoleil est ensuite incarcéré à la prison de Tracy (Californie) (Deuel Vocational Institution). Dans les années 1970, il intégrera le gang de détenus « Aryan Brotherhood » (« Fraternité aryenne ») pour se protéger des autres prisonniers noirs et chicanos, plus nombreux que les Blancs.
En 1976, avec l'autorisation des autorités pénitentiaires, il monte dans la prison de Tracy un groupe de rock avec des détenus, le Freedom Orchestra, avec le soutien d'une professeur de musique et 3 000 dollars donnés par Kenneth Anger pour acheter du matériel. Peu après, il compose et enregistre avec ce groupe la bande originale de Lucifer Rising (en), un court métrage expérimental de Kenneth Anger sorti en 1980.
Détenu depuis 1994 dans le pénitencier d'État d'Oregon à Salem, Bobby Beausoleil est transféré en 2015 dans l'Établissement médical de Californie (California Medical Facility) à Vacaville.
Le 14 octobre 2016, après quarante-sept années passées en détention, Bobby Beausoleil se voit refuser pour la 18e fois la liberté conditionnelle.
En plus de la musique, Bobby Beausoleil peint des tableaux qu'il vend via son site internet.

### Vie privée
Lors de son arrestation en août 1969, Bobby Beausoleil entretient une liaison avec Kathryn « Kitty » Lutesinger (née en 1952), qui est enceinte. Leur fille naîtra six mois après son incarcération, en février 1970.
En 1981, il épouse en prison Barbara Ellen Baston (1947-2012), qui l'avait découvert dans un reportage télévisé.
Il est père de trois enfants.

## Filmographie
- 1967: Mondo Hollywood (film documentaire/mondo film)
- 1969: The Ramrodder a.k.a. Savage Passion (porno soft)
- 1969: Invocation of My Demon Brother (en) (court métrage de Kenneth Anger)
- 1972: Lucifer Rising (en) (court métrage de Kenneth Anger, sorti en 1980)

## Discographie

### Albums
- 1981: Lucifer Rising
- 1997: Running with the White Wolf
- 1998: Mantra: Soundscapes for Meditation
- 2001: Orb
- 2002: 7
- 2009: The Orkustra: Experiments in Electric Orchestra from the San Francisco Psychedelic Underground, 1966-69
- 2013: Dancing Hearts Afire EU LP
- 2014: Orb EU LP

### Compilations
- 2007 : Dreamways of the Mystic, Vol. 1
- 2007 : Dreamways of the Mystic, Vol. 2
- 2009 : The Lucifer Rising Suite
- 2014 : The Lucifer Rising Suite

### Singles
- 2013 : Red House
- 2014 : OM's Law
- 2014 : Angel
- 2014 : Who Do You Love
- 2015 : Ghost Highway

## Dans les arts

### Cinéma
Bobby Beausoleil est l'un des personnages du film Helter Skelter (2004) de John Gray. Le personnage est incarné par l'acteur Michael Weston.
En 2009, dans le film Manson, my Name is Evil, l'acteur canadien Travis Milne tient le rôle de Bobby Beausoleil.
Il apparaît aussi Once Upon a Time… in Hollywood (2019) de Quentin Tarantino. Son rôle est interprété par Ronnie Zappa.

### Littérature
Il est l'un des personnages de l'ouvrage intitulé Bobby Beausoleil et autres anges cruels de Fabrice Gaignault, paru aux Éditions Séguier en Avril 2017  (ISBN 2840497328).